# Mary Queeny
Mary Queeny (en árabe: ماري كويني‎; 1913–2003) fue una actriz y productora de cine nacida en Líbano y nacionalizada egipcia.

## Biografía

### Inicios
Mary Boutros Younis nació en 1913 en el seno de una familia cristiana libanesa en Tannurin. La prima de su madre era Asaad Dagher, escritor y periodista del periódico Al-Ahram. En 1923 se mudó a El Cairo con su tía, actriz y productora de cine Assia Dagher. Empezó a usar el nombre de Mary Queeny desde los doce años. Se casó con el director y productor de cine egipcio Ahmed Galal en 1940. El hijo de la pareja es el director Nader Galal. Hasta su retiro en el año 1982, Mary había producido todas las películas dirigidas por su esposo.

### Carrera en el cine
Queeny se convirtió en una de las actrices y directoras más reconocidas en el ambiente del cine egipcio. Su primer papel en cine se registró en 1929 en la película Ghadat al-sahara (La bella del desierto). A partir de entonces se convirtió en la estrella en la mayoría de las películas producidas y dirigidas por su tía Assia Dagher. Apareció en veinte películas y fue una de las primeras mujeres en Egipto en aparecer en la pantalla sin usar velo.
Fundó junto a su esposo la compañía Galal Films en 1942; que se convertiría en Gala Studios dos años después. Durante la edad dorada del cine egipcio, Galal era uno de los cinco estudios más grandes del país. En 1958 estableció un laboratorio de procesamiento de películas a color, que en 1963 vendió a la compañía Misr y que más tarde fue adquirida por Youssef Chahine y su sobrina, Marianne Khoury.

### Fallecimiento
Queeny falleció el 23 de noviembre de 2003 en El Cairo a causa de un paro cardíaco. Tenía noventa años.

## Filmografía

### Como actriz
- 1953 : Femmes sans hommes
- 1951 : I Sacrificed My Love
- 1950 : The Seventh Wife
- 1948 : She Was an Angel
- 1947 : Return of the Stranger
- 1947 : Saad's Mother
- 1944 : Magda
- 1942 : Rabab
- 1940 : A Rebellious Girl
- 1934 : Bewitching Eyes
- 1933 : When a Woman Loves
- 1932 : A Guilty Conscience
- 1929 : The Desert Beauty

### Como productora
- 1978 : Awlad al-halal
- 1967 : Aguazet seif
- 1967 : Endama nouheb
- 1953 : Femmes sans hommes
- 1951 : Son of the Nile